# Пётр (Афанасьев)
Архимандри́т Пе́тр (в миру Александр Николаевич Афанасьев; 20 ноября 1938, село Репецкая Плата, Мантуровский район, Курская область — 11 апреля 2016, Москва) — архимандрит Русской православной церкви. Организовал монашескую жизнь в трёх обителях: Заиконоспасском мужском монастыре в Москве, наместником которого являлся в 2010—2016 годы, Никольском женском монастыре в селе Шостье Рязанской области и Свято-Троицком Александро-Невском женском монастыре в селе Акатово в Подмосковье.
Заслуженный деятель искусств России. Стоял у истоков нескольких музыкальных коллективов, среди которых выделяются созданная им в 1978 году Московская инструментальная капелла при Московской областной филармонии и основанный в 1997 году, то есть уже после вступления на путь священнослужения, мужской камерный хор «Благозвонница».

## Биография
Родился 20 ноября 1938 года в селе Реп-Плата Курской области в семье Николая Ивановича и Евдокии Григорьевны Афанасьевых, которые были певчими хора в местном соборном храме Архангела Михаила. В день рождения он был крещен приходским священником в честь Александра Солунского.
Осенью 1945 года семья переехала в Москву. С детства пел на клиросе. По собственным воспоминаниям: «В семье все были верующие — и я был верующим. Учился, как все. В школе, меня ругали за то, что я ходил освящать куличи, тогда как мои сверстники были пионерами. В очень раннем возрасте, с юных лет, я познакомился с Троице-Сергиевой Лаврой».
В 1960 году женился на Евгении Дмитриевне Андреевой. Венчал Александра и Евгению схиархимандрит Амвросий (Иванов), оказавший значительно воздействие на духовное становление Александра.
По окончании специального музыкального училища по классу домры, где также играл и на контрабасе, был призван в 1963 году в армию. Будучи к этому времени уже человеком семейным, обратился в Министерство обороны СССР с ходатайством о переводе в часть, расположенную поближе к его жене и дочери, а также с прошением позволить ему совмещать службу в армии с учёбой в Московской государственной консерватории.
В 1965 году завершил прохождение срочной военной службы и одновременно успешно закончил обучение в консерватории по классу контрабаса. В 1965—1975 годы Александр Николаевич был заведующим классом дирижирования Музыкального училища им. Гнесиных. В 1975 году там же прошёл курс обучения по классу дирижирования.
В 1972—1992 годы являлся художественным и музыкальным руководителем Московской государственной филармонии, получил звание профессора, заслуженного деятеля искусств России.
Подружился с одаренным регентом архимандритом Матфеем (Мормылём), активно участвовал в записи первых дисков церковных песнопений хора Троице-Сергиевой лавры между 1968 и 1978 годами. С 1985 года был регентом и певчим в Троицком соборе города Александрова.
16 февраля 1989 года в возрасте 51 года митрополитом Крутицким и Коломенским Ювеналием (Поярковым) был рукоположён в сан в сан диакона, после чего служил в Свято-Троицком Ново-Голутвином Коломенском женском монастыре.
10 декабря 1991 года тем же архиереем рукоположён в сан пресвитера, продолжил служить там же до 1992 года.
С 1992 по 1994 года был заведующим кафедрой церковного пения Российского православного института им. св. ап. Иоанна Богослова. Параллельно учился в Московской духовной семинарии, которую окончил в 1994 году.
С февраля 1995 года служил клириком при Патриаршем подворье в Высоко-Петровском монастыре города Москвы.
В 1997 году иерей Александр назначается настоятелем Храма Спаса Нерукотворного Образа Патриаршего подворья бывшего Заиконоспасского монастыря года Москвы. В том же году при храме Спаса Нерукотворного бывшего Заиконоспасского монастыря им был основан мужской камерный хор «Благозвонница».
22 июня 1999 года указом Патриарха Алексия II в селе Шостье было образовано Патриаршее подворье храма святителя Николая Мирликийского, настоятелем которого был назначен священник Александр Афанасьев.
В 2000 года был пострижен в монашество с именем Петр в честь святителя Петра, митрополита Московского. Тогда же приняла постриг и его супруга. «И хорошо, что принял в это время, в этом возрасте. Я был уже зрелым человеком, уже не терпел таких страстей, которые испытывают 17-18-летние дети, хотя раньше претерпевал, знал, что это такое».
6 сентября 2003 года в связи с 65-летием Патриархом Алексием II награждён орденом благоверного князя Даниила Московского 3-й степени. Газета «Русский вестник»: «Батюшку знают во многих уголках не только Москвы, но и всей России как молитвенника за нашу страну и русский народ и мудрого наставника. К нему приходят на исповедь и за советом и стар, и млад».
7 июля 2005 года Патриархом Алексием II назначен настоятелем Патриаршего подворья храма во имя благоверного князя Александра Невского в селе Акатово Клинского района Московской области.
6 апреля 2006 года в московском храме святителя Николая в Звонарях возведён в сан игумена Патриархом Московским и всея Руси Алексием II.
В том же году назначен настоятелем храма Трёх святителей в селе Волынщино Рузского района Московской области.
5 марта 2010 года постановлением Священного Синода назначен наместником Московского Заиконоспасского ставропигиального мужского монастыря, открытого и выделенного из Патриаршего подворья бывших Заиконоспасского и Никольского монастырей в Китай-городе.
19 апреля 2011 года в верхней церкви в честь иконы Божией Матери «Всех скорбящих Радость» монастырского собора Спаса Нерукотворного Образа Патриарх Кирилл вручил игумену Петру игуменский жезл, а также удостоил его права ношения креста с украшениями.
1 мая 2013 года в верхней церкви в честь иконы Божией Матери «Всех скорбящих Радость» Спасского собора обители возведён в сан архимандрита патриархом Московским и всея Руси Кириллом
29 мая 2013 года решением Священного Синода Патриаршее подворье храма святого благоверного князя Александра Невского в селе Акатово было преобразовано в ставропигиальный женский монастырь, настоятельницей которого стала монахиня Антония (Минина).
26 мая 2014 года в стенах Заиконоспасского ставропигиального мужского монастыря в Москве открылась международная научно-практическая конференция «Корейцы и Православие. К 150-летию проживания корейцев в России», на которой он выступил со вступительным словом.
24 декабря 2015 года решением Священного Синода патриаршее подворье храма святителя Николая Мирликийского в поселке Шостье было преобразовано в Никольский Шостьенский ставропигиальный женский монастырь, игуменией которого была назначена назначить монахиня Неонилла (Фролова).
По отзыву иеромонаха Ермогена (Корчукова): «Пользующийся огромным авторитетом архимандрит Петр никогда не употреблял сверх меры силу своего пастырского слова. Он избегал публичности, смиренно скрывая все свои чины, достижения и, особенно, духовные дары. Не принимал похвалы или возвеличивания, не любил, когда упоминали его таланты — от художественных до хозяйственных и административных. Между тем по благословению отца Петра при обители были созданы и развиваются Высшие Знаменские богословские курсы, воскресная школа, уникальная московская Славяно-корейская община, Спасский православный молодежный центр, Миссионерский центр „Божья Нива“, проводились конференции и издавались книги.».
Скончался 11 апреля 2016 года, в 7 часов утра, в Москве, на 78-м году жизни. В этот же день председатель Синодального отдела по монастырям и монашеству архиепископ Сергиево-Посадский Феогност (Гузиков) совершил литию по новопреставленному архимандриту Петру в приделе преподобного Никона Радонежского Троицкого собора Троице-Сергиевой лавры.
13 апреля в Заиконоспасском монастыре архиепископ Сергиево-Посадский Феогност (Гузиков) возглавил чин отпевания. Погребён в правом приделе святого великомученика и целителя Пантелеимона храма святого благоверного великого князя Александра Невского Свято-Троицкого Александро-Невского ставропигиального женского монастыря.

## Возрождение Заиконоспасского монастыря
С самого начала служения в бывшем Заиконоспасском монастыре стремился его возродить. Как он сам отмечал: «С первых дней я приучал прихожан читать молитвы, читать Псалтирь. В день община прочитывала всю Псалтирь. Мы пробовали разные варианты, например, собирались все в храме и по очереди читали по кафизме. Службы с первого дня у нас были монастырские, без всяких сокращений». Собирал братию постепенно, в основном из прихожан
Боролся за возражение бывшему монастырю его некогда отторгнутых помещений с целью возрождения Заиконоспасского монастыря. Этому препятствовал конфликт с РГГУ, занимавшим часть бывших монастырских помещений. В 2004 году отмечал: «Ситуация очень плохая. Пока ведутся многолетние тяжбы за право распоряжаться площадями и помещениями бывшего монастыря, разрушается уникальный комплекс исторических зданий и православных святынь, связанных с именами первопечатника Ивана Фёдорова, Симеона Полоцкого, Михаила Ломоносова. Кроме того, сейчас нависла угроза строительства на базе выдающихся памятников культуры федерального значения гостинично-развлекательного центра». Считал, что «Заиконоспасский монастырь и Никольский монастырь надо сохранить не только для Церкви, но и для народа. Славяно-греко-латинская академия в Заиконоспасском монастыре — это народное достояние необходимое для будущего России. Пора обратить более пристальное внимание правительства и общественности не только к сохранению, но и к воссозданию монастырей, чтобы сберечь историческую колыбель духовности и российского образования». Постановлением правительства Москвы от 14 ноября 2004 года в безвозмездное пользование общине Спасского храма бывшего Заиконоспасского монастыря передано несколько помещений по улице Никольской.
Постройки бывшего Заиконоспасского монастыря и Славяно-греко-латинской академии оказались в центре внимания СМИ в апреле 2008 года, когда выяснилось, что компания ООО «Старград» при реконструкции перехода от станции «Площадь Революции» на Никольскую улицу незаконно построило три подземных этажа. Это привело к угрозе обрушения Заиконоспасского монастыря. В мае того же года было объявлено, что произошло проседание грунта и накренение Спасского собора. История с «раскопками» рядом с Кремлём вызвала широкий общественный резонанс. Как показала проверка, строительство, грозившее обрушением монастырских зданий, было незаконным, и спустя некоторое время его свернули.
Официальное возрождение монастыря в 2010 году по сути ничего не изменило. Там, где игумен Петр хотел сделать кельи для насельников и учебные классы, располагались помещения двух ФГУПов. Пропускной режим унитарных предприятий не давал монастырю начать действовать как полноценной обители. В своем письме генеральному прокурору РФ Юрию Чайке игумен Петр пожаловался, что Руководство Российского государственного гуманитарного университета игнорирует действующее законодательство и попутно обвиняет монастырь в рейдерском захвате. Ряд СМИ, с подачи руководства университета, окрестил монастырь «рейдерами в рясах», а сам университет — «жертвами мракобесия».
Однако впоследствии монастырь и РГГУ перешли от конфронтации к сотрудничеству. 20 декабря 2011 года в Историко-архивном институте РГГУ состоялась первое совестное мероприятие — торжественное заседание, приуроченное к 300-летию со дня рождения М. В. Ломоносова, проведённое монастырём, Московским краеведческим обществом и Отделением краеведения и историко-культурного туризма Института. По его итогам издан сборник материалов. По словам игумена Петра, «там со мной спокойно общались кандидаты и доктора наук».
В 2014 году была восстановлена колокольня, построенная в 1902 году архитектором Г. А. Кайзером, и частично разрушенная в советские годы.
До конца своей жизни так и не смог добиться монастырю помещений. Как отмечал в августе 2017 года иеромонах Даниил (Константинов): «Братия живёт двумя группами в двух зданиях. Причем окна этих помещений выходят на Никольскую улицу. Ничего другого у нас в данное время нет, потому что в собственности мы имеем только сам храм. Во дворе находится несколько организаций, Российский государственный гуманитарный университет (бывший историко-архивный), чьи студенты ежедневно ходят через нашу территорию. Там же хозяйственные выходы из почты, женского обувного магазина, ресторана».

## Музыкальная деятельность
В 1978 году основал при Московской областной филармонии оркестр «Инструментальная капелла», куда вошли выпускники Московской консерватории и Гнесинской академии. Оркестр стал который одним из первых музыкальных коллективов в СССР, обратившихся к аутентичному стилю исполнения музыки барокко в России. Интерес музыкантов к историческому исполнительству позволил воплотить множество интересных программ, в том числе с такими мастерами барочного музицирования, как Татьяна Гринденко, Алексей Любимов, Олег Худяков. Отличительная черта «Инструментальной капеллы» — внимательный подход к стилистике исполнения, возрождение культуры свободного музицирования и обращение к традициям ансамблевой игры, присущей практике XVII—XVIII веков. Руководил «Инструментальной капеллой» до 1995 года.
В ноябре 1997 года создал при бывшем Заиконоспасском монастыре мужской камерный хор «Благозвонница». По воспоминаниям Георгия Сызранцева «коллектив не сразу начал концертную деятельность, не сразу у него были помещения под репетиционный процесс, не сразу был тот штат и состав <…>. Сначала это было по 5-6-10 человек, которые собирались к православным праздникам». Репертуар коллектива составляли классические духовные песнопения, произведения современных композиторов, народные песни, песни военных лет. Хор гасторилировал по России и зарубежжью. Записи произведений хора звучат на радио, часть из них была выпущена на аудиокассетах и СD-дисках.